# Ludwig Philipp Aschoff
Ludwig Philipp Aschoff (* 25. November 1758 in Weeze; † 13. Juni 1827 in Bielefeld) war ein Apotheker.
Der Sohn eines reformierten Predigers ging 1775–1780 in Bielefeld bei seinem Onkel, dem Apotheker Aschoff, in die pharmazeutische Lehre. 1782 arbeitete er in der Hofapotheke von Jever und ging dann nach Halle, wo er bis 1785 dem Labor der Waisenhausapotheke vorstand. Hier begann er, sich für Naturwissenschaften und insbesondere Botanik zu interessieren.
Nach seiner Rückkehr nach Bielefeld arbeitete er in der Apotheke seines Cousins und bildete sich weiter. Um 1791 hatte er vor dem Provinzialkollegium sein Examen abgelegt und konnte dann die Apotheke seines Cousins kaufen. Er gehörte 1820 zu den Mitgründern des Norddeutschen Apothekervereins.
Sein Sohn, Ernst Friedrich Aschoff (* 10. April 1792; † 23. Mai 1863), übernahm später die väterliche Apotheke und konnte um 1822 von der verwitweten Charlotte Katharina Aschoff auch die Neustädter Apotheke in Herford übernehmen.

## Belege
1. ↑  GND 135840554
2. ↑   Neuer Nekrolog der Deutschen 1827 (Bd. 2), S. 588
3. ↑  neustaedter-apotheke.de (Memento des Originals vom 13. Mai 2019 im Internet Archive)  Info: Der Archivlink wurde automatisch eingesetzt und noch nicht geprüft. Bitte prüfe Original- und Archivlink gemäß Anleitung und entferne dann diesen Hinweis.

| Personendaten    | Personendaten           |
| ---------------- | ----------------------- |
| NAME             | Aschoff, Ludwig Philipp |
| KURZBESCHREIBUNG | Apotheker               |
| GEBURTSDATUM     | 25. November 1758       |
| GEBURTSORT       | Weeze                   |
| STERBEDATUM      | 13. Juni 1827           |
| STERBEORT        | Bielefeld               |